# José Antonio de Albert
José Antonio de Albert Muntadas, III conde de Santa María de Sans y II barón de Terrades (Barcelona, 1910 — Barcelona, España; 5 de febrero de 1990) fue un aristócrata e industrial español, propietario de La España Industrial.

## Biografía
Nació en el seno de una importante familia de industriales catalanes, que había accedido a la aristocracia por gracia del rey Alfonso XIII. Su madre, María del Carmen Muntadas Estruch II condesa de Santa María de Sans, era heredera de un próspero negocio familiar, La España Industrial SA, una de las mayores industrias textiles del momento, que dirigía su esposo José María de Albert Despujol, I barón de Terrades.
Como hijo primogénito del matrimonio heredó los títulos nobiliarios y relevó a su padre como director gerente de La España Industrial, que comandó junto a su hermano Carlos. A partir de los años 1960 tuvo que hacer frente a la crisis del sector textil, que le obligó a reducir progresivamente la plantilla y abandonar la histórica fábrica Vapor Vell, en el barrio de Hostafrancs de Barcelona, para trasladar la producción a Mollet del Vallès. Aquí cesó definitivamente la actividad en 1981.

### Como dirigente deportivo
Gran aficionado al deporte, impulsó la construcción de unas instalaciones deportivas junto al recinto fabril de Hostafrancs destinadas al esparcimiento de sus obreros, que incluían un campo de fútbol con capacidad para 5000 espectadores. Ello propició la creación, en 1934, de la Sección Deportiva La España Industrial, equipo de fútbol que después de una década participando en torneos para empresas se federó para competir oficialmente. De Albert presidió el equipo durante los años 1940, antes de dar el relevo a su hermano Carlos.
El 14 de agosto de 1943 las autoridades deportivas franquistas nombraron a José Antonio de Albert presidente del FC Barcelona. Ocupaba el puesto de otro aristócrata, el Marqués de la Mesa de Asta, que había renunciado al cargo tras una controvertida derrota por 11-1 en el Estadio de Chamartín. De Albert sólo se mantuvo un mes al frente del club; renunció el 20 de septiembre para asumir la vicepresidencia de la Federación Catalana de Fútbol. Posteriormente, fruto de su vinculación a la SD La España Industrial y al FC Barcelona, impulsó un acuerdo de filiación entre ambas entidades, que permitió al modesto club fabril dar un notable salto cualitativo, alcanzando incluso la Primera División en 1956 con el nombre de CD Condal.